# Kateryna Kalytko
Kateryna Oleksandrivna Kalytko (Oekraïens: Катерина Олександрівна Калитко) (Vinnytsja, 8 maart 1982) is een Oekraïens dichteres, schrijfster en vertaalster. Haar dichtbundels zijn in meerdere talen vertaald.
In 2003 studeerde Kalytko Politieke Wetenschappen en Journalistiek aan de Nationale Universiteit Kiev-Mohyla Academie in Kiev.
In 2014 ontving Kalytko de Metaphora-award voor haar vertaalwerk van het werk van Miljenko Jergović.
In 2016 ontving zij de Nagrado Kristal Vilenice, een literaire prijs in centraal Europa.
Kalytko richtte het Intermezzo Short Story Festival op, dat in Oekraïne het eerste korte-verhalenfestival is. Tevens is zij lid van PEN Oekraïne.